# Fuente de luz sincrotrón limitada por difracción
Las fuentes de luz sincrotrón limitadas por difracción  son aquellas donde la emitancia del haz de electrones en el anillo de almacenamiento es menor o comparable a la emitancia del haz de rayos X que generan. Estas instalaciones suministran radiación electromagnética extremadamente brillante (1021-1022 fotones/s/m²/mrad2 en un ancho de banda del 0.1 %) que comprende un espectro electromagnético entre los 100 ev y los 100 keV. 
Junto con los láseres de electrones libres,  los sincrotrones limitados por difracción forman parte de las  fuentes de luz de cuarta generación, caracterizadas por un flujo coherente alto, que posibilita nuevos experimentos científicos  y la  caracterización física y química de la materia a un nivel nanoscópico.

## Instalaciones
El Laboratorio MAX IV, en Lund, Suecia, se considera la primera fuente de luz limitada por difracción. En 2019 entró  en funcionamiento la segunda instalación de este tipo, Sirius, situado en Campinas, Brasil. El ESRF, en Grenoble, Francia, reconstruyó en acelerador para transformarse en una fuente cuarta generación. Varias fuentes de tercera generación, como el APS, en Argonne, Estados Unidos, tienen también proyectos en marcha para remodelar sus instalaciones.